# Valentina Jaksjina
Valentina Vladimirovna Jaksjina (Russisch: Валентина Владимировна Якшина) (Leningrad, 6 februari 1976) is een schaatsster uit Rusland. Ze vertegenwoordigde haar vaderland op de Olympische Winterspelen in 2002 en 2006.

## Resultaten

### Olympische Winterspelen
| Jaar | Plaats         | Resultaten                       |
| ---- | -------------- | -------------------------------- |
| 2002 | Salt Lake City | 18e 1500 m 17e 3000 m 11e 5000 m |
| 2006 | Turijn         | 25e 1500 m 24e 3000 m            |

### Wereldkampioenschappen
| Jaar                         | Plaats           | Resultaten                         |
| ---------------------------- | ---------------- | ---------------------------------- |
| 1999 Afstanden               | Heerenveen       | 21e 3000 m                         |
| 2002 Allround                | Heerenveen       | 15e Allround                       |
| 2003 Afstanden 2003 Allround | Berlijn Göteborg | 12e 3000 m 14e 5000 m 19e Allround |
| 2004 Afstanden               | Seoul            | 9e 3000 m 5e 5000 m                |

### Europese kampioenschappen
| Jaar | Plaats     | Allround |
| ---- | ---------- | -------- |
| 2002 | Heerenveen | 9e       |
| 2003 | Erfurt     | 9e       |

### Russische kampioenschappen
| Jaar | 1500 m | 3000 m | 5000 m | Ploegenachtervolging | Allround |
| ---- | ------ | ------ | ------ | -------------------- | -------- |
| 1995 |        |        |        |                      | DNF      |
| 1996 |        |        |        |                      | 6e       |
| 1997 |        |        |        |                      | 22e      |
| 1998 |        |        |        |                      | 17e      |
| 1999 |        |        |        |                      | 4e       |
| 2000 |        |        |        |                      | DNF      |
| 2001 |        |        |        |                      | 5e       |
| 2003 | 4e     |        |        |                      | Zilver   |
| 2004 | 7e     | Zilver |        |                      | 6e       |
| 2006 | 4e     | 4e     | Zilver | 4e                   | 4e       |

### Wereldbeker
| Seizoen   | 1500 m | 3000 m & 5000 m |
| --------- | ------ | --------------- |
| 1998/1999 | 33e    | 32e             |
| 1999/2000 |        | 34e             |
| 2000/2001 | 45e    | 36e             |
| 2001/2002 | 40e    | 12e             |
| 2002/2003 | 19e    | 14e             |
| 2003/2004 | 30e    | 10e             |
| 2004/2005 |        | 28e             |
| 2005/2006 | 36e    | 24e             |

## Persoonlijke records
| Afstand    | Tijd    | Datum            | Baan           |
| ---------- | ------- | ---------------- | -------------- |
| 0500 meter | 1.41,11 | 2 februari 2002  | Salt Lake City |
| 1000 meter | 1.19,51 | 6 november 2005  | Calgary        |
| 1500 meter | 1.58,56 | 20 november 2005 | Salt Lake City |
| 3000 meter | 4.07,52 | 5 november 2005  | Calgary        |
| 5000 meter | 7.08,42 | 9 februari 2002  | Salt Lake City |